# Sascha Weidner
Sascha Weidner (n. 1 august 1974, Georgsmarienhütte &dnash; d. 9 aprilie 2015, Norden) a fost un fotograf și artist german care a lucrat și a trăit în Belm și Berlin. Opera lui Weidner se confruntă cu crearea unei lumi a imaginii radical subiective. Fotografiile sale au fost expuse și publicate pe plan internațional.

## Viața
Sascha Seidner a studiat Artă și Comunicare vizuală din 1996 pană în 2004 la Școala Superioară de Arte Vizuale din Braunschweig ( Hochschule für Bildende Künste Braunschweig) unde a terminat studiile cu o diplomă de onoare.  În continuarea studiilor în 2004 Sascha Weidner a fost elevul maiestrei Dörte Eißfeld la Secția de fotografie a Facultății de Artă vizuală. După terminarea studiilor, Sascha Weidner a lucrat ca artist independent în Belm și Berlin.
Între 2010 și 2012 Sascha Weidner a fost conferențiar universitar la Secția de Fotografie Artistică la Academia de Stat de Arte vizuale din Stuttgart (Staatlichen Akademie der Bildenden Künste Stuttgart). În 2012 a tost numit membru al Academiei de fotografie germană (Deutsche Fotografische Akademie).
Sascha Weidner a decedat subit pe data de 9 aprilie 2015 în urma unei probleme la inimă.
Pentru lucrările sale a primit printre altele „Premiul Fundației pentru Artă fotografică 2011" al Fundației Alison & Peter Klein și în anul 2010 Premiul de debut la secția Artă media și cinematografică al Academiei de Artă (Akademie der Künste).
Opera lui Sascha Weidner a fost prezentată în multe expoziții individuale și de grup naționale și internaționale.

## Opera
Sascha Weidner sa descris pe sine ca un „călător romantic în mișcare” apreciind însuși imaginile pe pare le-a creat fiind foarte subiective. Mediul fotografic a fost pentru el mijlocul artistic de exprimare folosit pentru a țese lumea reală cu propriile imagini intrinsece. Din expedițiile sale fotografice, de cele mai multe ori autobiografice, s-au născut eseuri în imagini despre probleme esențiale ale existenței umane.
Canonul vizual al lui Sascha Weidner a izvorât din modul de viață al oamenilor tineri și povestește despre „percepțiile, dorințele și viziunile acelor generații care și-au trăit tinerețea în anii '80, '90 și 2000”. În esență, concepția lui Sascha Weidner a fost formată de o percepție arhaică și melancolică a lumii. Modelul de bază al sistemelor de sale de imagini are la bază propriile relații înnăscute despre ființă și contraste cum ar fi viața și moartea, frumusețe și efemeritate, precum și întrebări cu privire la origine, identitate și autodeterminare. În acest sens, Sascha Weidner nu s-a limitat numai la propria sa lume, ci a povestit despre viața însăși.
În ceea ce privește metodologia și motivația lui Sascha Weidner, acestea sunt ancorate în autenticitatea și sinceritatea tradiției fotografice a unor artiști cum ar fi cum ar fi Nan Goldin, Larry Clark sau Juergen Teller. Prin înțelegerea imaginii, compoziției și sistemului de culori, lucrările lui Sascha Weidner amintesc și de ușurința din fotografiile artistei japoneze Rinko Kawauchi.

## Expoziții personale (selecție)
- 2015: Sascha Weidner. Fotografie, RAY Trienala de Fotografie, Hofheim, Germania
- 2014: Absența prezenței", Galeria Conrads, Dusseldorf, Germania
- 2014: Aokigahara, Galeria Câinele lui Pavlov, Berlin, Germania
- 2013: Nu aprindeti aici, Centrul elen pentru Fotografie, Atena, Grecia
- 2012 "Suferințele tanarului W., Institutul Goethe, Praga, Republica Cehă
- 2012: Imaginile altora, Institutul Goethe, Praga, Republica Cehă
- 2012: Doar dă-i drumul, fo.ku.s, Innsbruck, Austria
- 2012: Dezvăluit: Proiectul Sydney, Centrul Australian de Fotografie, Sydney, Australia
- 2011: Rotește, Galeria Toni Tàpies, Barcelona, Spania
- 2011: De maine, C/O Berlin, Berlin, Germania
- 2009: Ceea ce rămâne, Muzeul de Fotografie, Braunschweig, Germania
- 2009: Să fie manipulate cu atenție, Galeria Zur Stockeregg, Zurich, Elveția
- 2009: Construit la apă, Zephyr, Muzeul Reiss-Engelhorn, Mannheim, Germania
- 2007: A sta este nicăieri, FOAM Amsterdam, Amsterdam, Olanda
- 2006: Frumusețea rămane, Foyerul de artă, Colecția de Artă DZ BANK, Frankfurt (Main), Germania

## Expoziții de grup (selecție)
- 2015 "Momente de liniște", Centrul de Artă Fremantle, Fremantle, Australia
- 2014 "Sălbatic - Animale în fotografia contemporană", Fundația Alfred Ehrhardt, Berlin, Germania
- 2014 "Codul tinereții", Galeria Christophe Guye, Zurich, Elveția
- 2013 "Murakami & Weidner", Galeria A.P.P. , Kyoto, Japonia
- 2013 "Călătorie, lume, sine, căutare", Academia germană de fotografie, Galeria Primăria Veche Musberg, Germania
- 2012 "Obiective întunecate", Foyerul de artă, Colecția de Artă DZ BANK, Frankfurt (Main), Germania
- 2011 "Bărbați de vis - staruri ale fotografiei își arată viziunea lor despre ideal", Halele Deichtor, Hamburg, Germania
- 2011 "Salonul Salder 2011 - Artă contemporană în Saxonia de Jos", Castelul Salder, Salzgitter, Germania
- 2010 "Expoziție de fotografie de grup", Galeria van der Mieden, Anvers, Belgia
- 2010 "Furat 2 - Fotografie australiană și germană", Galeria de Artă Monash, Melbourne, Australia
- 2009 "Ușurință și entuziasm - Arta tânară și modernitatea", Muzeul de Artă Wolfsburg, Germania
- 2009 "Los Angeles - Berlin", Casa de Artă, Veneția, Statele Unite ale Americii
- 2007 "Concept: Fotografie - Dialoguri și atitudini", Muzeul Ludwig - Muzeul de Artă Contemporană, Budapesta, Ungaria

## Premii și Burse
- 2014 Artist rezident al Institutului Goethe, Centrul de Artă fotografică "Trei umbre", Beijing, China
- 2014 Premiul pentru fotografie Antreprenor 4.0
- 2013 Premiul Otto Steinert 2013 (Finalist)
- 2013 Artist rezident, Institutul Goethe Villa Kamogawa, Kyoto, Japonia
- 2011 Premiul Fundației pentru Fotografie 2011 Fundația Alison & Peter W. Klein, Opera de artă, Nussdorf
- 2011 Premiul internațional pentru fotografie Weldekunst (selectat)
- 2010 Premiul de Artă Berlin, Premiul pentru Artă media și cinematografică, Academia de Arte, Berlin
- 2009 Premiul BMW Paris Photo (selectat)
- 2006 Bursa DAAD (Arte Plastice), Los Angeles, Statele Unite ale Americii
- 2005 Premiul pentru Fotografie, NBank, Hanovra
- 2004 Premiul Otto Steinert 2004 (mențiune)
- 2004 Bursă DAAD (Arte Plastice), Los Angeles, Statele Unite ale Americii
- 2001 Premiul internațional Polaroid (Locul I)

## Publicații (selecție)
- 2015 " Adevaratele aventuri ale lui Sascha Weidner și Jan Hooper pe mare și pe uscat, pe călare și pe jos, în război și pace, în aer și în țările saxone de Jos și Bremen scrise si fotografiate de ei înșiși în acest an", Fundația Sparkasse din Saxonia de Jos, Hannover ISBN 978-3-000498-34-3
- 2014 "Clasă. Carte – 64 poziții din clasa Eißfeldt", Editura Kehrer, Heidelberg ISBN 978-3-868285-83-3
- 2014 "Antreprenor 4.0", Expoziție, Seltmann + Söhne, Berlin ISBN 978-3-944721-19-4
- 2013, "Catalog Sascha Weidner, Nr 1 – Ultima melodie, C/O Berlin ", Berlin ISBN 978-3-928224-07-9
- 2013, "Catalog Sascha Weidner, Nr 2 – Suferințele tânărului W., Institutul Goethe din Praga ", ISBN 978-3-928224-08-6 Berlin
- 2013, "Catalog Sascha Weidner, Nr 3 – Imaginile altora, Institutul Goethe din Praga ", ISBN 978-3-928224-09-3 Berlin
- 2013, "Catalog Sascha Weidner, Nr 4 – Dezvaluit: Proiectul Sydney, Centrul australian pentru Fotografie ", ISBN 978-1-922091-03-1 Berlin
- 2013, "Catalog Sascha Weidner, Nr 5 – Stabilește apropierea, Centrul australian pentru fotografie ", ISBN 978-1-922091-03-1 Berlin
- 2011 "Bărbați de vis - staruri ale fotografiei își arată viziunea lor despre ideal", Expoziție, Dumont, Köln ISBN 978-3-8321-9362-1.
- 2010 "Furat 2 - Fotografie australiană și germană", Expoziție, Editura Kehrer, Heidelberg ISBN 978-3-868281-26-2.
- 2010: "Ce rămâne", Editura Appelhans, ISBN 978-3-941737-15-0 Braunschweig
- 2010 "Imagini viitoare", Ore Motta, Milano ISBN 978-8-864130-17-0, 24
- 2009 "Ușurință și dorință", Editura Hatje Cantz, Ostfildern ISBN 978-3-775724-33-3
- 2008 "Până când doare", Editura AppelHans, ISBN 978-3-937664-79-8 Braunschweig
- 2007 "Suferind frumusețea" Editura Appelhans, ISBN 978-3-937664-70-5 Braunschweig
- 2006 "Frumusețea rămâne", Editura Appelhans, ISBN 3-937664-44-0 Braunschweig